# Ryszard Olszewski (koszykarz)
Ryszard Jan Olszewski (ur. 7 czerwca 1932 w Inowrocławiu, zm. 2 lutego 2020 w Toruniu) – polski koszykarz, występujący na pozycji rzucającego obrońcy, reprezentant kraju, po zakończeniu kariery zawodniczej – samorządowiec.

## Życiorys
Wychowanek AZS Toruń. Reprezentant Polski podczas olimpiady w Rzymie 1960. 4 razy grał na ME 1955, 1957, 1959, 1961. 3-krotnie grał w Akademickich Mistrzostwach Świata 1957, 1959, 1961. 120 razy grał w reprezentacji, zdobył 653 punktów.
Także sędzia sportowy i trener. Absolwent Uniwersytetu Mikołaja Kopernika, gdzie otrzymał tytuł magistra geografii. Po studiach przez wiele lat pracował w miejskich i wojewódzkich służbach inwestycyjnych oraz działał w stowarzyszeniach i związkach sportowych. Odznaczony m.in. Krzyżem Kawalerskim Orderu Odrodzenia Polski i Medalem za Wybitne Osiągnięcia Sportowe (brązowym).
Radny Miasta Torunia od 2002. W 2006 uzyskał mandat z listy Komitetu Czas Gospodarzy uzyskując 628 głosów. Poprowadził pierwszą sesję rady jako najstarszy radny. W wyborach w 2010 odnowił mandat. Reprezentował mieszkańców Bydgoskiego Przedmieścia (okręg nr 2). Bezpartyjny. Był członkiem Komisji Gospodarki Przestrzennej i Inicjatyw Gospodarczych oraz Komisji Kultury, Promocji i Turystyki.
Syn Aleksandra i Heleny Wiśniewskiej. Był żonaty, miał syna i córkę oraz 5 wnuczek.
Pochowany na Centralnym Cmentarzu Komunalnym w Toruniu.

## Osiągnięcia
Indywidualne
- Koszykarz roku polskiej ligi (1961)
- Lider strzelców polskiej ligi (1965)

Reprezentacja
- Uczestnik:
  - igrzysk olimpijskich (1960 – 7. miejsce)
  - mistrzostw Europy (1955 – 5. miejsce, 1957 – 7. miejsce, 1959 – 6. miejsce, 1961 – 9. miejsce)
  - Akademickich Mistrzostw Świata (1957 – Paryż, 1959 – Turyn, 1961 – Sofia)

Inne
- Zasłużony Mistrz Sportu odznaczony:
  - Krzyżem Kawalerskim OOP
  - Brązowym Medalem za Wybitne Osiągnięcia Sportowe